# 普勒克-莱尔米塔日
普勒克-莱尔米塔日（法語：Plœuc-L'Hermitage，法語發音：[plœk lɛʁmitaʒ]）是法国阿摩尔滨海省的一个市镇，位于该省中南部，属于圣布里厄区。

## 历史
普勒克莱尔米塔日成立于2016年1月1日，由利耶河畔普勒克（Plœuc-sur-Lié）和莱尔米塔日洛尔日（L'Hermitage-Lorge）两个市镇合并而成，其中利耶河畔普勒克为政府驻地。

## 地理
普勒克-莱尔米塔日（48°20'49"N, 2°45'23"W）面积82.27 平方千米，位于法国布列塔尼大區阿摩尔滨海省，该省份为法国西北部沿海省份，位于布列塔尼半岛北部，北濒大西洋英吉利海峡，西接菲尼斯泰尔省，南至莫尔比昂省，东临伊勒-维莱讷省。
与普勒克-莱尔米塔日接壤的市镇（或旧市镇、城区）包括：普兰泰勒、圣卡勒克、埃农、普莱米、普卢格纳-朗加、戈松、圣埃尔韦、于泽勒、阿利讷克、勒博代奥、朗凡、圣布朗当。
普勒克-莱尔米塔日的时区为UTC+01:00、UTC+02:00（夏令时）。

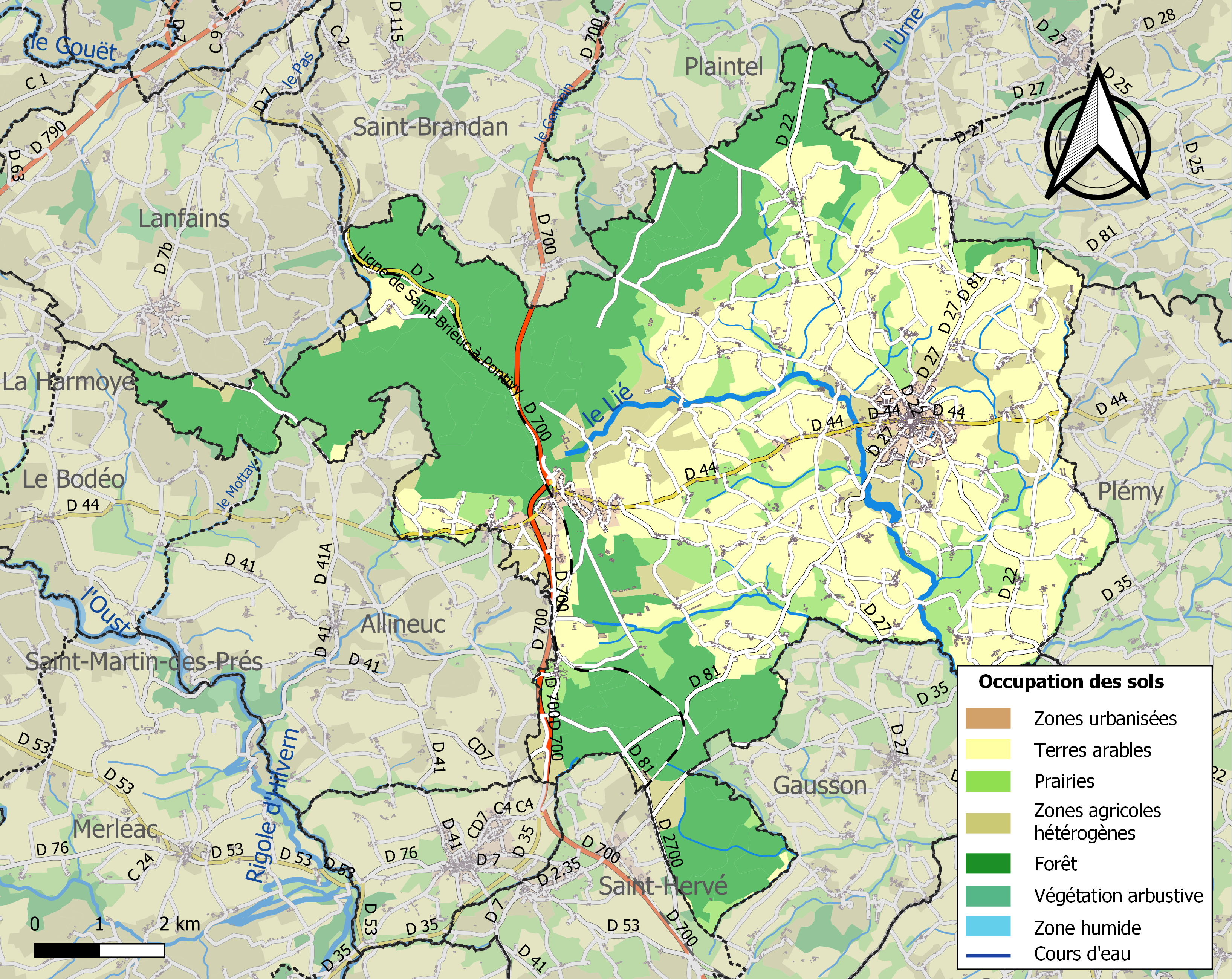
普勒克-莱尔米塔日的OSM定位图

## 行政
普勒克-莱尔米塔日的邮政编码为22150，INSEE市镇编码为22203。

## 政治
普勒克-莱尔米塔日所属的省级选区为普兰泰勒县。

## 人口
普勒克-莱尔米塔日于2022年1月1日时的人口数量为4117人。